# Governor Phillip Tower
La Governor Phillip Tower è un grattacielo situato in 1 Farrer Place, Sydney, Australia. La facciata è rivestita con 13.000 pannelli di granito dalle tonalità grigio e rosa.